# Grebinjski Klošter
Grebinjski Klošter je naselje v Trški občini Grebinj v Okraju Velikovec, Koroška, Avstrija.
Kraj je dobil ime po nekdanjem Premonstratenskem samostanu Grebinj.